# Subityzm
Subityzm – termin określający oświecenie (samourzeczywistnienie, samorealizację) w sposób nagły. Terminem przeciwstawnym jest gradualizm. Dla przykładu różnica między subityzmem a gradualizmem w buddyzmie rozpatrywana jest pomiędzy podejściem dzogczen i tantrami jogi najwyższej, czy pomiędzy podejściem zenu i praktykami mahajany „sześciu wyzwalających aktywności” (sanskryt pāramitā).